# Frászkarika (tárgy)
A frászkarika a magyar nép hiedelemvilágában, babonában a frász (különféle görcsrohamok, rángógörcs vagy konkrétan epilepszia, epilepsziás roham) elhárítására készített eszköz.
A rendelkezésre álló források nem egyértelműek abban, hogy milyen korosztályban, milyen megbetegedések ellen, milyen anyagú eszközt milyen módon készítettek. Illetve hogy az eszközt a betegség (rontás) elhárítására vagy csak a görcsroham jelentkezésének idején alkalmazták. Egyes források szerint különleges módon elkészített, gyúrt és kisütött tésztakarika, kör alakú perec, más források szerint  viszont koszorúszerű vesszőfonat. Első ismert formája Angliából származik a 12. századból. (Angolul: cramp-ring azaz görcsgyűrű.)
A hiedelmek feltehetően német hatásra terjedtek Magyarországon a német nemzetiség közvetítésével a 18. században. Német nyelvterületen a kapcsolódó hiedelmek jóval változatosabbak.
Nem világos az sem, hogy a görcsrohamot minden esetben ártó szándékú varázslattal kiváltott jelenségnek gondolták-e.

## Alkalmazása, változatai
1. A hiedelem egyik formájában csecsemők, kisgyermekek görcsrohamainak elhárítására készítették. A kör alakú perecet kilenc helyről (háztól, szomszédoktól) származó lisztből kilenc nap alatt készítették el.
 A csecsemőt, kisgyermeket (egyes változatokban csak a fejét)[4] átbujtatták a tárgyon (frászkarikán). (Az átbujtatás újjászületés szimbólum is. Vagyis a beteg szimbolikusan egészségesen születik ujjá.)
2. Más magyarországi területeken a frászkarika Krisztus töviskoronájára emlékeztető (de sosem tüskés),[5][6] szabálytalanul (nem egyenesen) fejlődő növény vesszőfonata. A múzeumi leletek tanúsága szerint egyetlen vesszőből fonták amelynek két végét a koszorúba rejtették. Lehetséges, hogy a növény egy adott fajta, illetve a koszorú meneteinek száma kilenc.
 Ezt a típust görcsroham jelentkezésekor a beteg mellkasára helyezték.
3. Kései gyűjtésű változata (Nagytarcsa, 1982)[7] rózsafa tüskés indájából készített gyűrű, amelyet feltételezett szemmelverés által okozott görcs ellen alkalmaztak lényegében az eredeti változatnak megfelelő módon.

## Mai szóhasználatban
A XX. század elejétől a frász jelentése és a frászkarikához kapcsolódó hiedelmek elhomályosultak, és keveredtek az ijedség (trauma) elhárításával kapcsolatos hiedelmek homályos emlékével. Illetve szórványosan a ragály jelentésű fene kifejezés helyébe léptek, amelynek eredeti jelentése szintén elhomályosodott.
- Ennek tudható be hogy vulgáris szóhasználatban a frász az ijedtség szinonimája lett („A frász jött rámǃ”, „Kitört a frászǃ” – azaz megijedtem.[9])

A fene, nyavalya szó helyébe lépve:
- szópótló kifejezéssé vált („Mi a frász/frászkarika ez?”) illetve
- nyomatékos elutasító szóvá („Egy frásztǃ” vagy „Frászkarikát!”)

A pofon helyett:
- „Kapsz egy frásztǃ”  – feltehetően az „Olyan pofont kapsz, hogy elájulszǃ” frappánsnak szánt tartalmi rövidülése utalva arra, hogy a görcsrohamok néhány betegségnél, például epilepsziánál eszméletvesztéssel is járhatnak. (Ezek szerint a „Kapsz egy frászkarikátǃ” és „Olyan frászt kapsz, hogy elájulszǃ” amellett hogy vulgáris, egyelőre hibás szóhasználatnak minősíthetők.)

A legutóbbi időkben terjed az a téves nézet is, miszerint a frászkarika az epilepszia vagy epilepsziás roham régi elnevezése volt.